# Ministère de l'Agriculture et du Développement rural (Colombie)
Pour les articles homonymes, voir Ministère de l'Agriculture.
Le Ministère de l'Agriculture et du Développement rural (espagnol : Ministerio de Agricultura y Desarrollo Rural) est le ministère colombien responsable du développement rural et de l'agriculture en Colombie.